# گابریل گوری (بازیکن فوتبال)
گابریل گوری (انگلیسی: Gabriele Gori؛ زادهٔ ۱۲ اکتبر ۱۹۸۷) بازیکن فوتبال اهل ایتالیا است.
وی همچنین در تیم ملی فوتبال ساحلی ایتالیا بازی کرده‌است.